# Heliastus
Heliastus is een geslacht van rechtvleugeligen uit de familie veldsprinkhanen (Acrididae). De wetenschappelijke naam van dit geslacht is voor het eerst geldig gepubliceerd in 1884 door Saussure.

## Soorten
Het geslacht Heliastus omvat de volgende soorten:
- Heliastus aztecus Saussure, 1884
- Heliastus benjamini Caudell, 1905
- Heliastus cirrhoides Otte, 1984
- Heliastus guanieri Caudell, 1903
- Heliastus infrequens Otte, 1984
- Heliastus obesus Saussure, 1884
- Heliastus rubellus Otte, 1984
- Heliastus rufipennis Liebermann, 1945
- Heliastus speciosa Walker, 1870
- Heliastus subroseus Caudell, 1904
- Heliastus sumichrasti Saussure, 1861